# Jicchak Ben Cewi
Jicchak Ben Cewi, Icchak Ben Cwi (hebr. יצחק בן צבי, ur. 24 listopada 1884 w Połtawie, zm. 23 kwietnia 1963 w Jerozolimie) – izraelski polityk i działacz ruchu syjonistycznego, drugi prezydent Izraela (w latach 1952–1963).

## Życiorys
Urodził się w 1884 w Połtawie na Ukrainie jako Izaak Szymszelewicz, syn żydowskiego nauczyciela i pisarza (Cewi Szimszi). Po pogromie w Kiszyniowie w 1903 organizował pierwszą żydowską organizację samoobrony na Ukrainie. W 1907 wyemigrował do Palestyny, gdzie założył żydowską organizację obronną Ha-Szomer. Podczas I wojny światowej, w 1915, razem z Dawidem Ben Gurionem zostali wydaleni przez Turków z Palestyny za syjonizm. W 1917 zaciągnął się do brytyjskiej armii i wraz z nią powrócił do Palestyny. Od 1920 działał na rzecz utworzenia żydowskiej podziemnej organizacji wojskowej Hagana.
Był liderem socjalistycznych syjonistów. Współdziałał przy założeniu Powszechnej Organizacji Robotników Żydowskich w Ziemi Izraela (Histadrut – 1921, Hajfa). W latach 1931–1948 był pierwszym przewodniczącym i prezydentem Żydowskiej Rady Narodowej (Wa’ad Le’ummi).
W wyborach w 1949 oraz w 1951 wybierany posłem z listy Mapai. 8 grudnia 1952 został wybrany drugim prezydentem państwa Izrael. Zwolniony mandat poselski objął po nim Ja’akow Niccani.
Przeniósł rezydencję prezydencką z Rechowot do Jerozolimy. Prowadził badania nad tradycją, zwyczajami i religią orientalnych społeczności żydowskich (Jemen, Persja, Buchara i inne). Spisał ponad dwadzieścia tomów historii Żydów. W toku swojej pracy badawczej założył fundację Jad Jicchak Ben Cewi zajmującą się studiami nad żydowską społecznością, Ziemią Izraela i Jerozolimą.